# نیکون کولپیکس ۵۷۰۰
نیکون کولپیکس ۵۷۰۰ (به انگلیسی: Nikon Coolpix 5700) یک دوربین عکاسی کامپکت ساخت شرکت نیکون است.